# باول ويلسون (عالم جريمة)
باول ويلسون (بالإنجليزية: Paul Wilson)‏ هو عالم جريمة أسترالي، ولد في 9 مارس 1941 في نيوزيلندا.